# Mark Hoppus
Mark Hoppus   (Ridgecrest, 15 de març de 1972), de nom complet Mark Allan Hoppus, és un músic americà, productor, i presentador de televisió. És el baixista i un dels dos vocalistes de la banda de punk rock blink-182, així com el baixista i vocalista de la banda de rock alternatiu +44. És el cofundador d'ambdues bandes. Darrerament, Hoppus ha produït àlbums per grups com Idiot Pilot, New Found Glory, The Matches, i Motion City Soundtrack. Actualment, Hoppus presenta el seu propi programa de televisió setmanal, Hoppus on Music, que es va estrenar el 16 de setembre de 2010 a Fuse.
Nascut a Ridgecrest, Califòrnia, Hoppus va passar la seva infància anant i venint de casa de la seva mare a la del seu pare, ja que es van divorciar quan ell anava a tercer. Es va interessar pel skate i el punk rock a la secundària, i va rebre una guitarra elèctrica del seu pare als quinze anys. Va tocar a diverses bandes fins que la seva germana, Ana, li va presentar a Tom DeLonge, a qui havia conegut mentre assistia a Ranxo Bernardo High School. Hoppus i DeLonge van formar llavors Blink-182, que es va convertir en una de les bandes més populars de la dècada del 2000. Blink-182 va fer en un parèntesis indefinit el 2005, el que porta a Hoppus a formar la banda +44 amb l'altre membre de Blink-182, Travis Barker. Blink-182 va anunciar llavors la seva reunió el 2009. No obstant això, Hoppus exposa que no considera que el projecte +44 estigui acabat.